# Черноводска култура
Култура Черновода (рум. Cernavodă) је неолитска археолошка култура (4000.-3200. године п. н. е.) на територији подунавља, односно, данашње Румуније. Име је добила по румунском месту Черновода.
Формирана је као резултат ширења ка доњем току Дунава пастирских племена Средњостоговске културе, што је вероватно био први талас индо-европског ширења, што је резултирало каснијем формирању комплекса Анадолијског језика. Ова култура постојала је паралелно се Трипољском културом. На њу је извршила одређен утицај, као и на формирање Баденске културе. Основна делатност становништва били су пољопривреда и сточарство. Бавили су се припитомљавањем коња.
Јужни део територије Чернаводске културе је освојен и асимиловани од стране носиоца Коцофени култура.
Пронађена грнчарија карактеристична је по тамној керамици са обилним примесама гранита и орнаментике.